# Stutz Motor Company
La Stutz Motor Company è stata una casa automobilistica statunitense che è stata attiva dal 1911 al 1935 e dal 1968 al 1995.
La Stutz, nel primo periodo di attività, fu famosa per la produzione di auto sportive (realizzò infatti la prima vettura sport statunitense) e di modelli lussuosi dallo stile rétro che spesso vennero acquistati da personaggi celebri. Questi ultimi vennero invece realizzati dal 1968 al 1995. Nel secondo periodo in cui fu attiva, l'azienda fu sui mercati con il nome di Stutz Motor Car of America.

## Storia

### 1911 - 1935

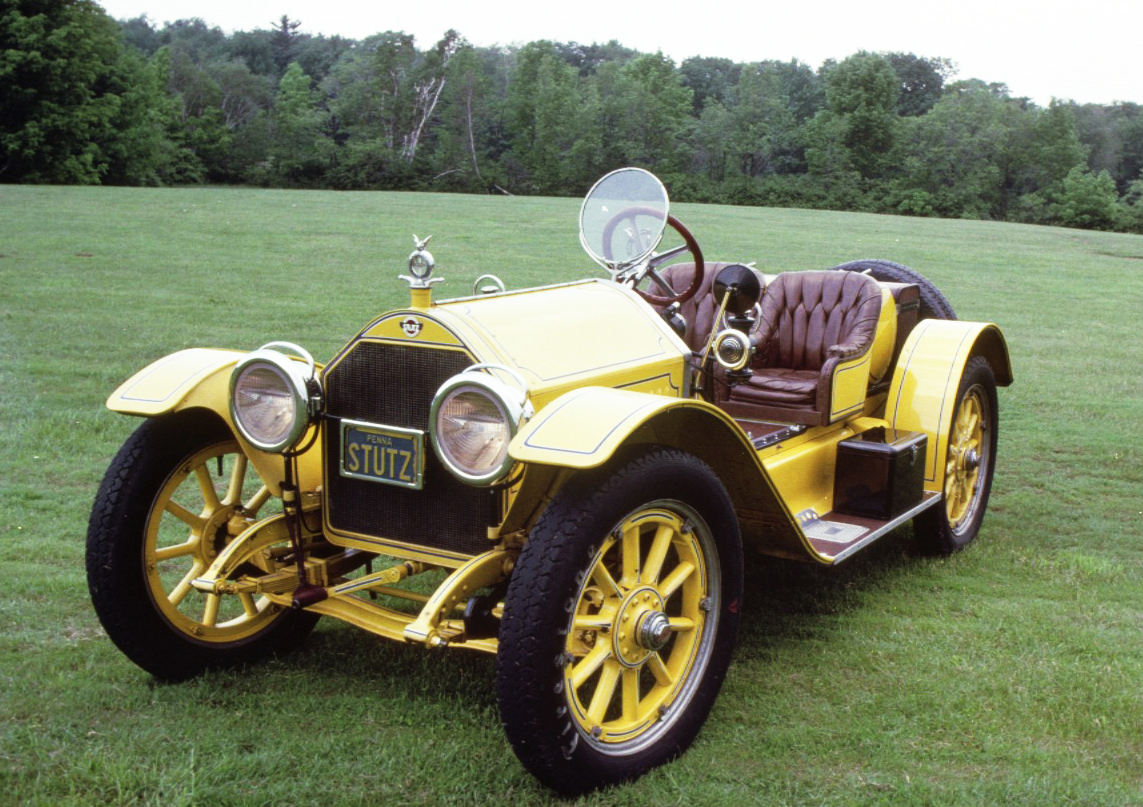
Una Stutz Bearcat del 1914

L'azienda è stata fondata a Indianapolis  nel 1911 come Ideal Motor Car Company da Harry C. Stutz. Nello stesso anno, la Ideal iscrisse una sua vettura alla 500 Miglia di Indianapolis, che giunse poi undicesima. L'anno seguente la neonata casa automobilistica cambiò nome in Stutz Motor Company ed iniziò a produrre e a commercializzare autovetture.
Il primo modello prodotto fu la Stutz Bearcat, una veloce roadster ad alte prestazioni dotata di uno dei primi motori multi valvole. Per continuare le attività produttive, Harry Stutz tentò invano di cercare finanziatori. Alla fine, nel 1919, Stutz fu costretto a vendere l'azienda da lui fondata. I nuovi proprietari, nel 1923, assunsero Frederick Ewan Moskowics, un ingegnere che aveva avuto precedenti esperienze alla Daimler, alla Marmon e alla Franklin. Il nuovo tecnico focalizzò l'attenzione sulla sicurezza delle autovetture, che furono dotate di un centro di gravità più basso e di vetri di sicurezza. Moskowics progettò anche alcuni nuovi tipi di cambi e diversi tipi di motori. Per quanto riguarda questi ultimi, la Stutz introdusse principalmente motori multicilindrici in un periodo in cui le case automobilistiche produttrici di autovetture di alto livello facevano a gara a lanciare sui mercati propulsori di questo tipo.
Nel 1927 una Stutz stabilì un primato mondiale raggiungendo una velocità media di 109,5 km/h in una prova che durò 24 ore. L'anno seguente una Stutz dotata di un motore da 4,9 L di cilindrata arrivò seconda alla 24 Ore di Le Mans. Questo risultato fu migliorato da un'altra auto statunitense solo nel 1966.
A causa della Grande depressione, il mercato dell'automobile conobbe una fase di forte contrazione, e la Stutz fu una delle case automobilistiche che subì gli effetti più deleteri: chiuse infatti i battenti nel 1935 dopo un totale di 35.000 esemplari di autovettura prodotti. Lo stabilimento storico di Indianapolis è stato recuperato ed è oggi conosciuto come Stutz Business Center. Dopo il recupero, è diventato sede di varie attività del campo artistico.

### 1968 - 1995

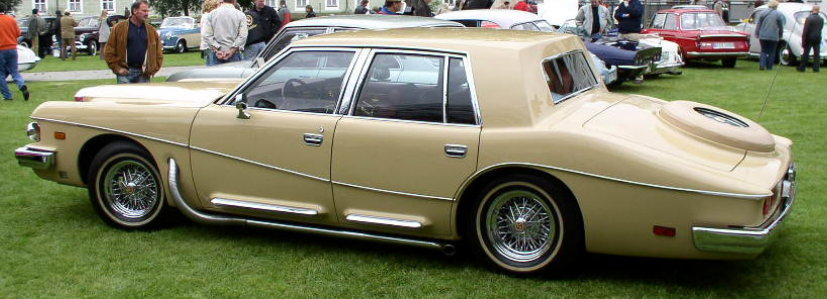
Una Stutz Duplex del 1979

Il marchio riapparve sui mercati nel 1968 con il nome di Stutz Motor Car of America, Inc.. La produzione, realizzata in Italia a Cavallermaggiore (CN) dalla Carrozzeria Saturn, venne focalizzata questa volta su auto di lusso con look rétro. Molti modelli erano basati su modelli del gruppo General Motors (nello specifico, Oldsmobile, Pontiac e Cadillac).
Il primo prototipo fu pronto nel 1970. Tutti i modelli prodotti in seguito erano provvisti di un gruppo motopropulsore General Motors, di cambio automatico, di servosterzo, di servofreno e di freni a disco anteriori e posteriori. Le vetture della Stutz erano dotate di un equipaggiamento lussuoso che comprendeva gli alzacristalli elettrici, l'aria condizionata, la chiusura centralizzata, la regolazione elettrica dei sedili e gli interni in pelle. Anche le finiture erano lussuose. I motori erano tutti V8. I modelli che ebbero più successo furono la Blackhawk, la nuova serie della Bearcat, la Royale, la IV Porte e la Victoria.
Diverse celebrità acquistarono modelli Stutz, tra cui Elvis Presley, Frank Sinatra, Dean Martin, Barry White, Lucille Ball e Sammy Davis Jr.. Il loro costo era estremamente elevato: partiva dai 115.000 dollari per una Blackhawk arrivando ai 285.000 dollari per una Royale limousine. La produzione fu limitata. Dal 1971 al 1995, anno di interruzione delle attività produttive, vennero assemblati, in totale, 617 esemplari di autovettura. La realizzazione era infatti quasi artigianale.

## Modelli prodotti
Nel periodo tra il 1911 e il 1935 l'azienda, oltre a produrre auto di lusso, costruì anche auto da competizione.
- Stutz Motor Company
  - 1914-1923 e 1931-1933 Stutz Bearcat
  - 1926-1935 Stutz Vertical Eight
- Stutz Motor Car of America
  - 1970-1987 Stutz Blackhawk
    - 1976 Stutz D'Italia (Stutz Blackhawk cabriolet)[1]
    - 1972-74 Stutz Duplex (Stutz Blackhawk berlina)

  - 1979-1992 Stutz Bearcat
    - 1977 - base Blackhawk
    - 1979 - base Pontiac Grand Prix
    - 1980-1986 - base Pontiac Bonneville o Oldsmobile 88
    - 1987-1992 - base Pontiac Firebird

  - 1970-1980 Stutz IV-Porte
  - 1981-1986 Stutz Victoria
  - 1981-1985 Stutz Diplomatica (limousine)
    - Stutz Royale - versione allungata della Stutz Diplomatica

  - Anni ottanta: Stutz Defender - base Chevrolet Suburban (SUV), più tardi chiamata Stutz Gazelle. La sua versione completamente scoperta fu denominata Stutz Bear[2]

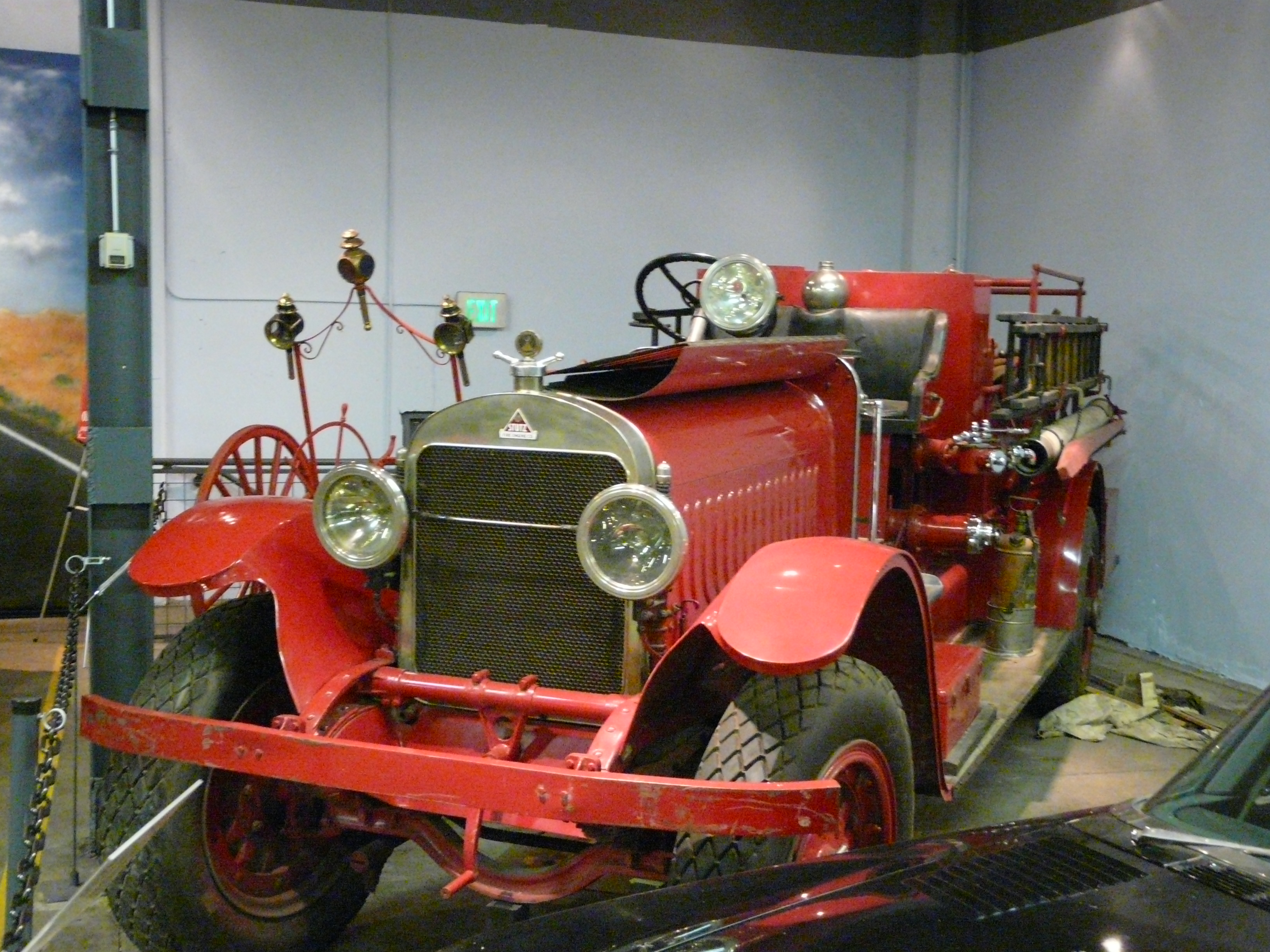
Autopompa Stutz Fire Engine Model C del 1923

## La Stutz Fire Engines
Le autopompe Stutz sono state invece costruite prima dalla Stutz Fire Engine Co., con sede a Indianapolis, e poi dalla New Stutz Fire Engine Co., con sede a Hartford City in Indiana, dal 1919 al 1928 e dal 1930 al 1941. Entrambe le aziende erano specializzate nella costruzione di veicoli antincendio.
La Stutz Fire Engine Co. è stata co-fondata da Harry C. Stutz nel 1919: questa società non però aveva legami con la Stutz Motor Company.